# Championnat de Dominique de football 2014-2015
Navigation
Saison 2012-2013 Saison suivante
La saison 2014-2015 du Championnat de Dominique de football est la soixante-quatrième édition du championnat national en Dominique. Les huit équipes engagées sont regroupées au sein d'une poule unique où elles s'affrontent à deux reprises. En fin de saison, le dernier du classement est relégué et remplacé par le meilleur club de First League.
C'est le club d'Exodus FC qui remporte la compétition cette saison après avoir terminé en tête du classement final, avec quatre points d'avance sur Sagicor South East et cinq sur Scotia Bank Bath Estate. Il s’agit du tout premier titre de champion de Dominique de l'histoire du club.

## Les clubs participants
- Aicons FC
- Scotia Bank Bath Estate
- Northern Concrete & Steel Bombers
- Mahaut Soca Strikers - Promu de First Division
- Dublanc Football Club
- Sagicor South East
- Harlem United
- Exodus FC

## Compétition
Le barème de points servant à établir le classement se décompose ainsi :
- Victoire : 3 points
- Match nul : 1 point
- Défaite : 0 point

### Classement
| Rang | Équipe                             | Pts | J  | G  | N | P  | Bp | Bc | Diff |
| ---- | ---------------------------------- | --- | -- | -- | - | -- | -- | -- | ---- |
| 1    | Exodus FC                          | 33  | 14 | 10 | 3 | 1  | 29 | 15 | +14  |
| 2    | Sagicor South East                 | 29  | 14 | 9  | 2 | 3  | 31 | 19 | +12  |
| 3    | Scotia Bank Bath Estate            | 28  | 14 | 9  | 1 | 4  | 35 | 20 | +15  |
| 4    | Dublanc Football Club              | 20  | 14 | 5  | 5 | 4  | 27 | 18 | +9   |
| 5    | Northern Concrete & Steel BombersT | 18  | 14 | 5  | 3 | 6  | 24 | 23 | +1   |
| 6    | Harlem United                      | 16  | 14 | 5  | 1 | 8  | 22 | 27 | -5   |
| 7    | Aicons FC                          | 10  | 14 | 3  | 1 | 10 | 15 | 31 | -16  |
| 8    | Mahaut Soca StrikersP              | 5   | 14 | 1  | 2 | 11 | 11 | 41 | -30  |

|  | Champion de Dominique 2014-2015                 |
|  | Relégation en First Division                    |
|  | T : Tenant du titre P : Promu de First Division |

## Bilan de la saison
| Championnat de Dominique de football 2014-2015 |                          |
| Champion                                       | Exodus FC (1er titre)    |
| Qualifications continentales                   |                          |
| CFU Club Championship 2016                     | Aucun                    |
| Promotions et relégations                      |                          |
| Promus en National Premier League              | Signman Maddleham United |
| Relégués en First Division                     | Mahaut Soca Strikers     |